# Samsung Galaxy A6s
El Samsung Galaxy A6s es un teléfono inteligente Android de gama media producido por Samsung Electronics como parte de la serie Samsung Galaxy A. Fue presentado el 24 de octubre de 2018. Es el primer teléfono inteligente Galaxy no fabricado por Samsung, sino por Wingtech. Lanzado junto con el Samsung Galaxy A9s, está dirigido al mercado chino.
Su principal característica es su Infinity Display LCD de 6 pulgadas con bordes curvos similar al Samsung Galaxy A8 / A9 (2018).

## Especificaciones
El A6s cuenta con una pantalla LCD TFT Full HD+ PLS de 6,0 pulgadas con una relación de aspecto de 18:9. A diferencia de los teléfonos inteligentes anteriores de la serie Samsung Galaxy A, este dispositivo utiliza un panel LCD en lugar de una pantalla Super AMOLED. La pantalla presenta bordes curvos, similar a la pantalla infinita del S9, pero con biseles más grandes y sin pantalla curva.
La configuración de cámara dual cuenta con un sensor principal de 12 MP f/1.8 para fotografía normal y un sensor de profundidad de 5 MP para efectos como el bokeh. La cámara frontal es un sensor de 12 MP.
Ejecuta Android 8.1.0 "Oreo" con Samsung Experience 9.5 listo para usar. El teléfono inteligente cuenta con Qualcomm Snapdragon 660 SoC que consta de un procesador octa core con 4 rendimiento 2.2 Kryo 260 GHz y 4 eficientes 1.8 GHz Kryo 260 núcleos y GPU Adreno 512, sports 6 GB/8 GB de RAM y 128 GB de almacenamiento interno ampliable hasta 256 GB a través de la ranura para tarjeta MicroSD dedicada.

## Disponibilidad
El A6 solo se lanzó y estuvo disponible en el mercado chino a partir de noviembre de 2018. No se han anunciado planes para lanzar el dispositivo en otros mercados.